# 探索二號
探索二號是中華人民共和國首艘可以搭載萬米载人潜水器的支持保障母船，总长87.2米，型宽18.8米，型深7.4米，最高航速14.2节，满载排水量6800吨，隸屬於中国科学院深海科学与工程研究所。其原本是一艘海洋工程船，2018年12月起由福建马尾船厂改造。2020年6月改造完畢。6月28日，探索二號抵達三亚崖州湾，標誌著該船正式入列。